# Transport i Tyskland

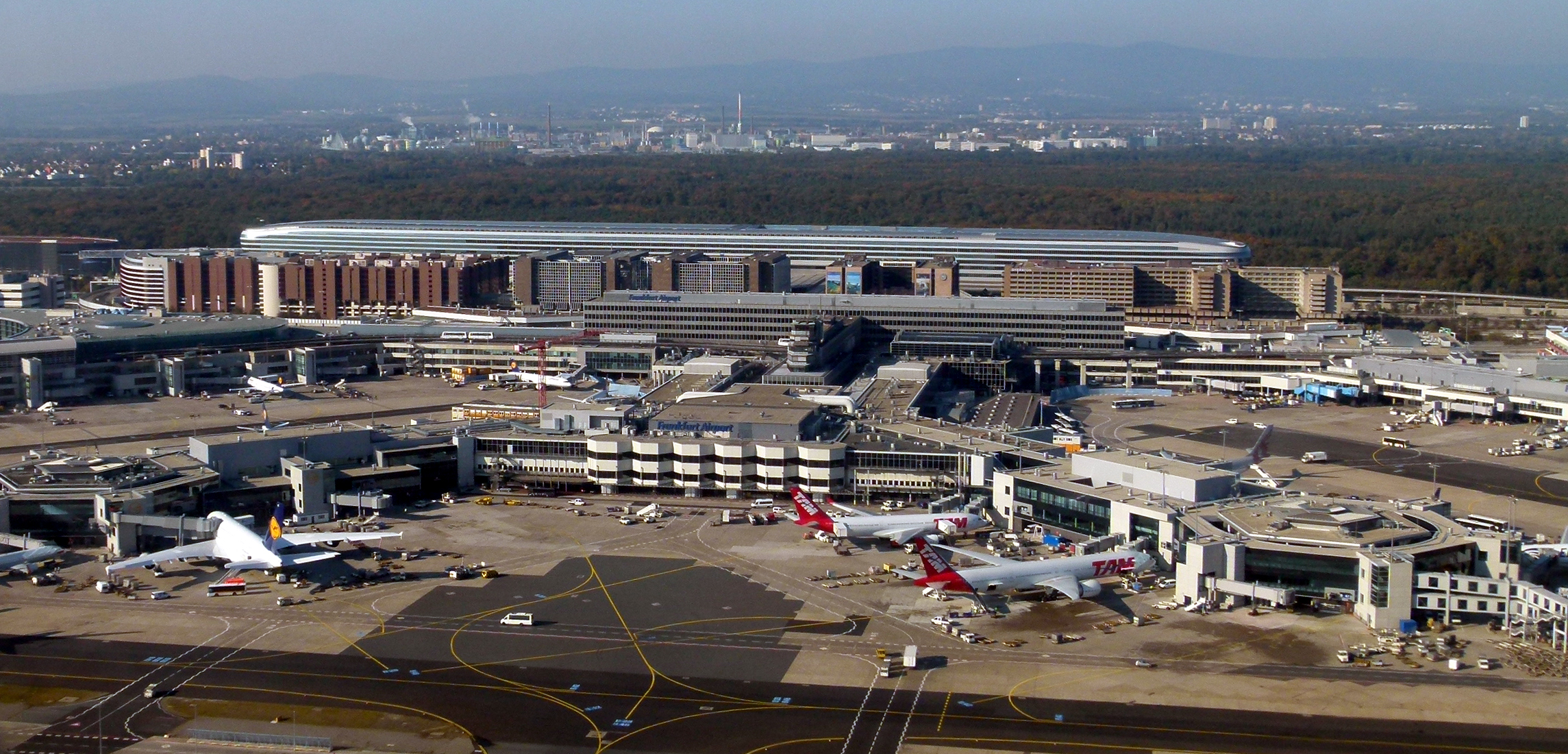
Frankfurt Mains flygplats är Europas tredje största flygplats.

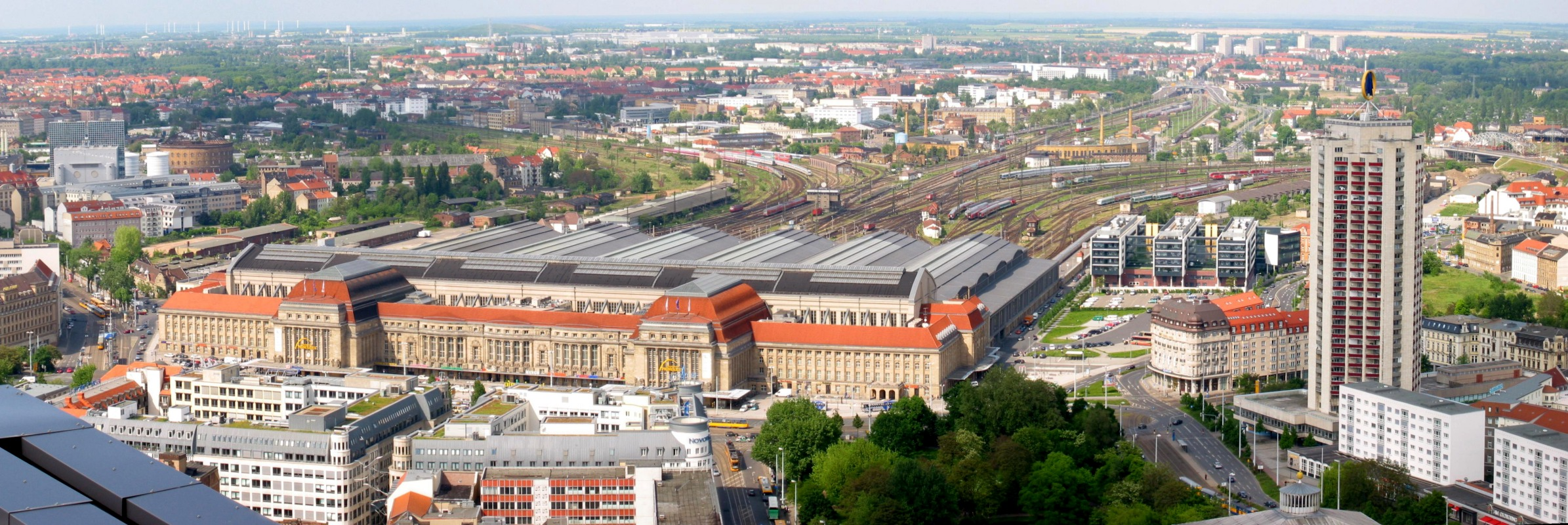
Leipzigs centralstation är världens största järnvägsstation ytmässigt.

Transport i Tyskland behandlar bland annat ämnena väg-, flyg- och järnvägstransport i Tyskland

## Vägar

Motorvägsnätet i Tyskland

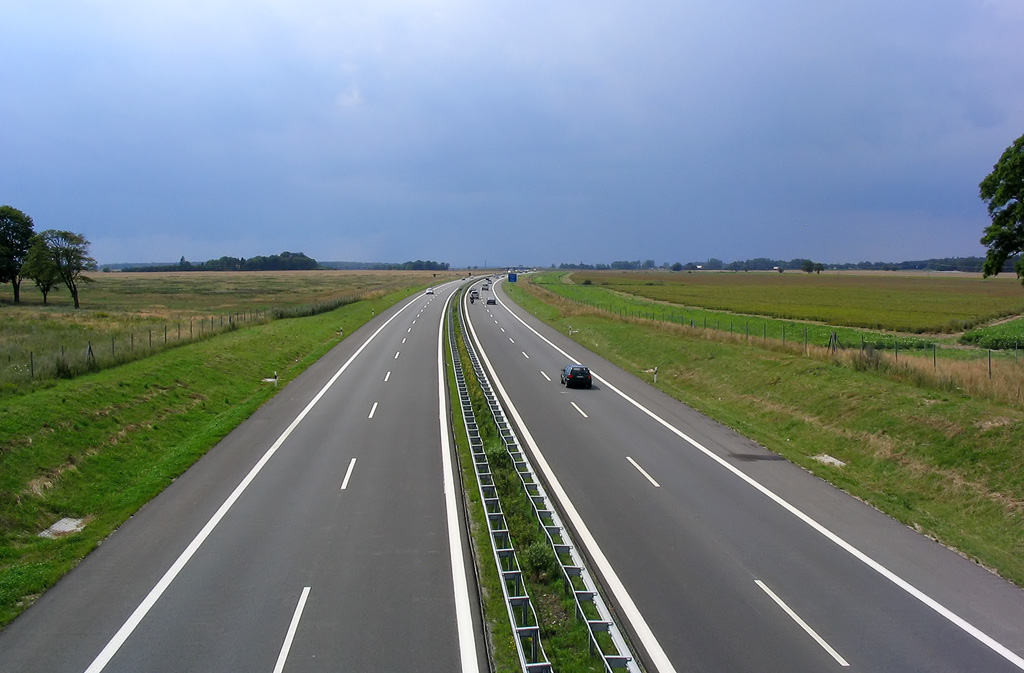
Den tyska motorvägen, autobahn

I och med Tysklands läge i Europa passerar det mycket trafik genom landet. Det senaste årtiondena har lastbilstrafiken ökat på grund av mycket av godstrafiken har övergått ifrån järnväg till lastbil. Det gjorde så att den tyska regeringen 2005 införde vägtullar för lastbilar, vilka baseras på hur långt man åker. Förutom motorvägarna finns förbundsvägarna (Bundesstraße). Det täcker hela landet och består till stor del av vanliga landsvägar. Vägnätet delas sedan in i Landesstraßen/Staatsstraßen, vilket är på delstatsnivå. Efter det kommer Kreisstraßen vilket är på distriktsnivå. Gemeindestraßen går på kommunalnivå. Till det kommer också "Övriga allmänna vägar" Vägnätet uppgår till 656 140 km var av 5 249 km inte har någon beläggning utan är grusvägar.

### Motorvägar
Motorvägar har funnits länge i Tyskland. Den allra första motorvägen i världen öppnades redan 1921 i Berlin fast från början avsedd som racerbana. Den kallas AVUS men har också nummer A115 och är idag en del av E51. Den första riktiga motorvägen var A555 som invigdes år 1932. Redan 10 år senare, 1942 då utbyggnaden stoppades på grund av andra världskriget, fanns det ett motorvägsnät på 3310 km. Det gick då bland annat motorvägar mellan Ruhrområdet och Berlin, dagens A2 och Berlin och München, dagens A9.
Byggande av motorvägar kom igång igen år 1950 dock endast blygsam, endast en sträcka på 2,8 km byggdes i Hamburg. Utanför Mannheim byggdes en sju kilometer låg sträcka samma år med den hade endast en fil i vardera riktningen.
Delningen av Tyskland gjorde att de västtyska regeringarna satsade på att bygga motorvägar. Östtyskland valde att inte satsa på motorvägar, dels på grund av ekonomin. Det gjorde att när Tyskland återförenades fanns det ett betydligt tätare motorvägsnät i Västtyskland än Östtyskland. Man har därför mest sen dess satsat på att bygga motorvägar i det som var Östtyskland. På det vägar som Östtyskland byggde har man asfaltera om samt anpassat till västtysk standard.
Omkring halva motorvägsnätet i Tyskland har fri fart, en siffra som minskar. Två små förbundsländer har infört maxhastighet på alla motorvägar, nämligen Berlin och Bremen vilket innebär att det inte finns en enda sträcka i Bremen eller Berlin med fri fart. Den högsta hastigheten i Bremen är 120 km/h, fast den generella rekommenderade hastigheten är 130 km/h på motorvägar med fri fart. Idén med fri fart kommer ifrån Tredje riket. En av det starkaste argument för fri fart är "fri fart för fria medborgare" alternativt "fri fart för ett fritt folk". Ett av de starkaste argumenten emot fri fart är miljön.

### Förbundsvägar
Som komplement till motorvägarna finns förbundsvägarna (Bundesstraße). Det täcker hela landet och består till stor del av vanliga landsvägar. Till skillnad ifrån motorvägarna som skyltas med blå-vit skyltning skyltas förbundsvägarna gul-svart.
Förbundsvägarna skyltas enbart med siffra så Bundesstraße 1 skyltas enbart med en svart etta mot en gul skylt. När man skriver Bundesstraße 1 i kortform blir det B1. De flesta förbundsvägarna härstammar före Tysklands delning så när Tyskland delades blev vissa vägar avstängda. Det löste man i vissa fall som till exempel med B1 att bygga en alternativ väg. Det blev då B1a. När Tyskland återförenades öppnade B1 sträckning i det som var Östtyskland. Man har därför flyttat B1a till Aachen. Det händer också att man skyltar till exempel B3n vilket innebär att man har gjort om sträckningen.

### Biltäthet
- Antal bilar:53 600 000
- Antal bilar per 100 invånare: 65

### Bilmärken
Lista över tyska bilmärken samt dotterbolag.
- Bayerische Motorenwerke
  - BMW
  - MINI (engelskt)
  - Rolls-Royce (engelskt)
- Daimler AG
  - Maybach
  - Mercedes-Benz
  - Smart
- Opel (tyskt märke men ägs av amerikanska GM)
- Porsche
- Volkswagen
  - Audi
  - Bentley (engelskt)
  - Bugatti (franskt)
  - Lamborghini (italienskt)
  - Škoda Auto (tjeckiskt)
  - SEAT (spanskt)
  - Volkswagen

## Järnväg

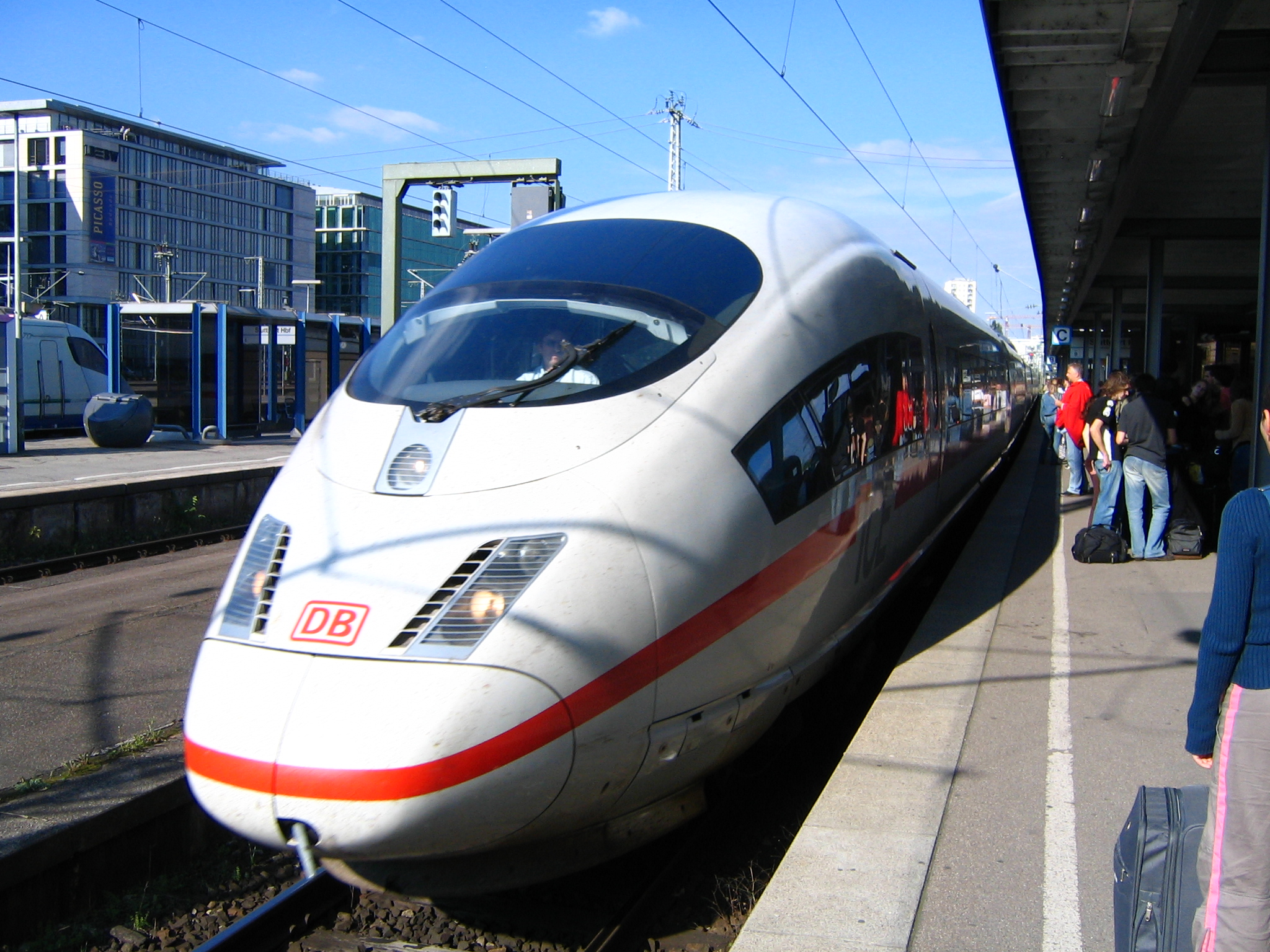
InterCityExpress (ICE) i Stuttgart.

Tysklands järnvägsnät består av 40 826 km år 1998. Av det var minst 14 253 km elektrificerat och 14 768 km dubbelspårigt eller mer.
Huvudaktören på de tyska järnvägarna är Deutsche Bahn (tyska: tyska järnvägen), vilket är Tysklands statliga järnvägsbolag. Det kör med snabbtåget ICE, vilket går mellan det större Tyska städerna. ICE linjer för hastigheter uppåt 300 km/h finns bara mellan Nürnberg och München samt mellan Köln och Frankfurt am Main.
ICE går även till andra större städer utanför Tyskland, som Zürich, Wien, Amsterdam, Liège, Köpenhamn och Bryssel. Tåg som skall till Tysklands grannländer måste i samtliga fall, utom i Schweiz och Österrike, byta strömstyrka.

## Kollektivtrafik

### Lokaltrafik
I stort sett alla större städer i Tyskland är försett med något av följande system: 
S-Bahn, U-Bahn, Spårvagn (Straßenbahn) och/eller bussar, om inte av flera av dem. Lokaltrafiken är organiserad i trafikförbund (Verkehrsverbund), som liknar Sveriges trafikhuvudmän, fast områdesgränserna följer inte delstatsgränser utan kan vara någon kreis (kommun) eller ett helt storstadsområde. I storstäderna finns mycket stora trafikförbund i trafik och biljettförsäljning räknat, medan andra är mycket mindre. Störst är troligen Verkehrsverbund Berlin-Brandenburg med 3,43 miljoner resor per dag (2006). Det finns 146 trafikförbund i tyska Wikipedias lista. Trafikförbunden ger ut biljetter, vilket gör att biljetter ofta är giltiga inom flera trafikslag för att underlätta byten och intermodalitet.

#### Tunnelbana – U-Bahn samt S-Bahn

U-Bahns symbol.

U-Bahn (från Untergrundbahn) är tunnelbanesystemen som finns i de större städerna och trafikerar centrum och närbelägna förorter. Tekniskt sett har Tyskland fyra städer med tunnelbanesystem: Berlin, Hamburg, München och Nürnberg. Övriga städer med tunnelbanesystem bygger på spårvägsteknik, så kallade Stadtbahn (premetro).

S-Bahns symbol.

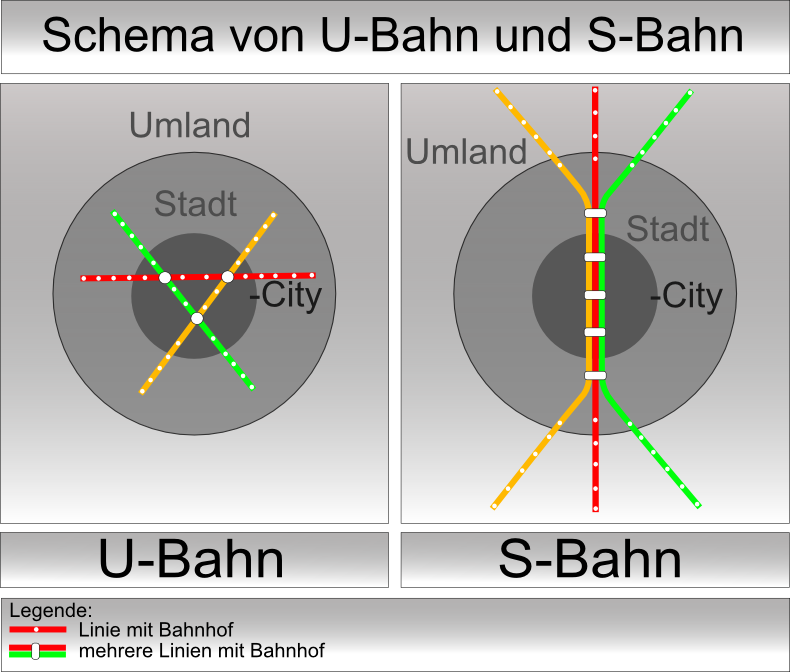
En skiss på hur S-Bahn respektive U-Bahn går genom en stad.

S-Bahn (från Stadtschnellbahn) är det vanligaste lokaltågssystemet som finns i Tyskland. S-bahn baseras historiskt i hög grad på äldre järnvägar som kompletterats med nya banor, i många fall i tunnel under centrum.
U-bahn är i högre grad ett innerstadstransportmedel som i mycket högre grad går i tunnel. Det är också en formell skillnad i lagstiftningen, där S-Bahn räknas som järnväg (liksom pendeltågens banor i Sverige), medan U-bahn räknas som tunnelbana (liksom i Sverige). S-bahn har samma biljettsystem (även bussarna har samma), bytesstationerna är många och femminuterstrafik är vanligt. I många fall går S-Bahn på egna spår (bl.a. Berlin/Hamburg), i andra fall på vanliga järnvägar delvis blandat med andra tåg (bland annat Frankfurt). Det gör aldrig U-bahn.
På alla översiktskort över tunnelbane-/metrosystemen finns oftast såväl S-bahn som U-bahn utsatta på samma karta, (liksom i Stockholm), ibland buss också. Och bytesmöjligheter mellan en S-bahnlinje resp U-bahnlinje skiljer sig inte från byta mellan två U-bahnlinjer. Biljettkontrollanter är vanliga[källa behövs], och bötfäller för ogiltiga biljetter. Biljetten ska i regel stämplas innan avfärd om man köper enkelbiljett. Vissa linjer (oftare S-bahn (Ruhr till exempel), men även U-bahn (Nürnberg till exempel)) kan gå mellan städer, om dessa tenderar eller planeras att bli mer och mer sammanväxta.
Följande tyska städer har pendeltåg (S-Bahn) respektive underjordisk spårtrafik (U-Bahn/Stadtbahn)
- Ruhrområdet 5 separata U-bahnliknande system sammankopplade av ett S-bahnsystem[8]
- Berlin S-Bahn, Berlins tunnelbana
- Bremen S-Bahn
- Dresden S-Bahn
- Frankfurt am Main S-Bahn, stadsbana
- Hamburg S-Bahn, Hamburgs tunnelbana
- Hannover S-Bahn, stadsbana
- Halle-Leipzig S-Bahn
- Magdeburg S-Bahn
- München S-Bahn, Münchens tunnelbana
- Nürnberg S-Bahn, Nürnbergs tunnelbana
- Ludwigshafen/Mannheim/Heidelberg/Kaiserslautern/Karlsruhe-området
- Rostock S-Bahn
- Stuttgart S-Bahn
- Köln S-Bahn, stadsbana

#### Spårväg

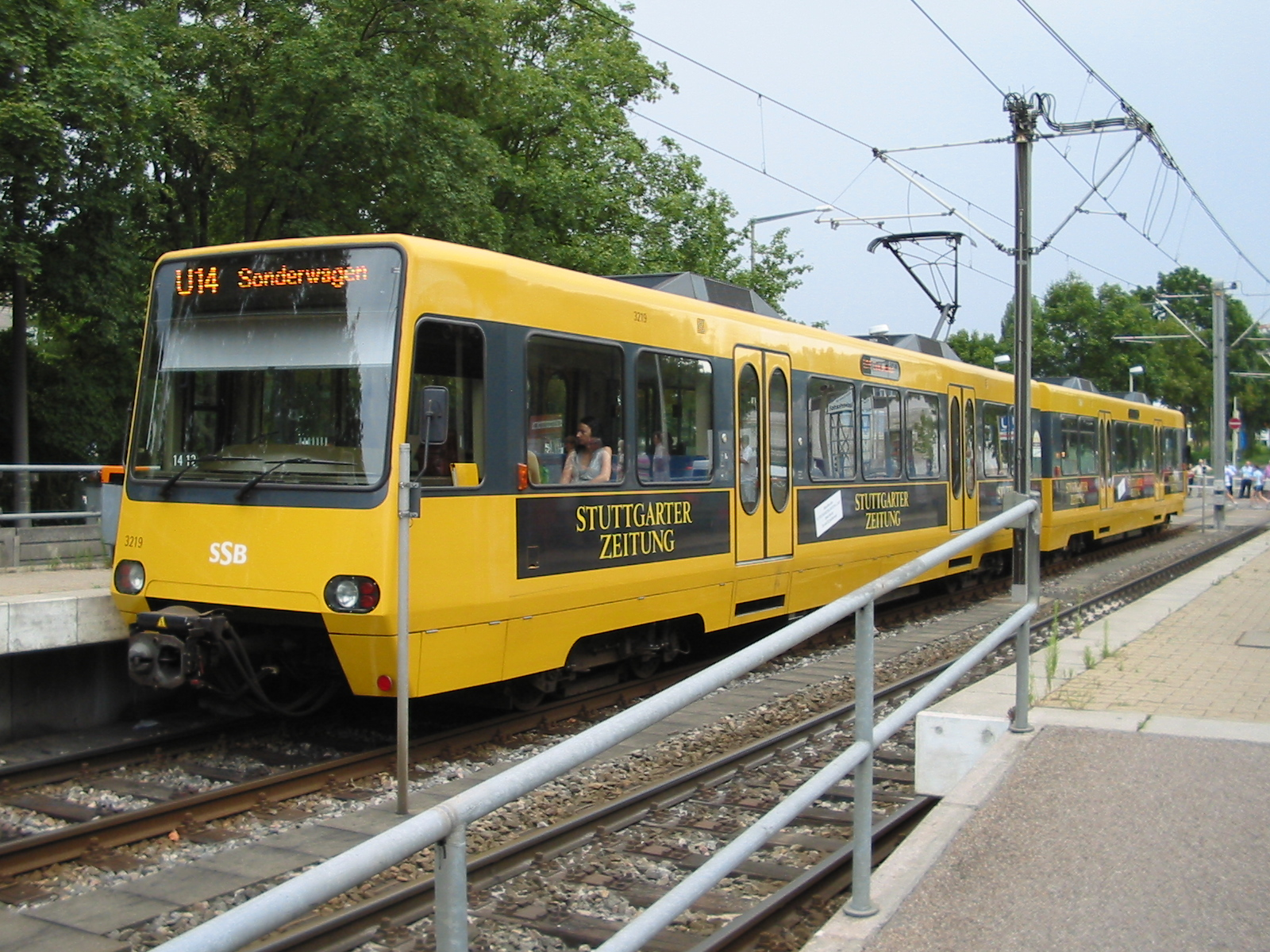

Ett 50-tal tyska städer har idag spårvägsnät. I Tyskland har man i större utsträckning behållit spårväg i större städer i jämförelse med övriga Västeuropa.

#### Övrig lokaltrafik
I vissa städer har enspårs- eller balkbanor och andra udda banor anlagts. För mer information se:
- Wuppertals hängbana (tåget hänger under rälsen, räknas dock som U-bahn i Rhurområdet)
- H-Bahn i Dortmund och Düsseldorf
- M-Bahn i Berlin (Maglev, nerlagd)

## Vatten

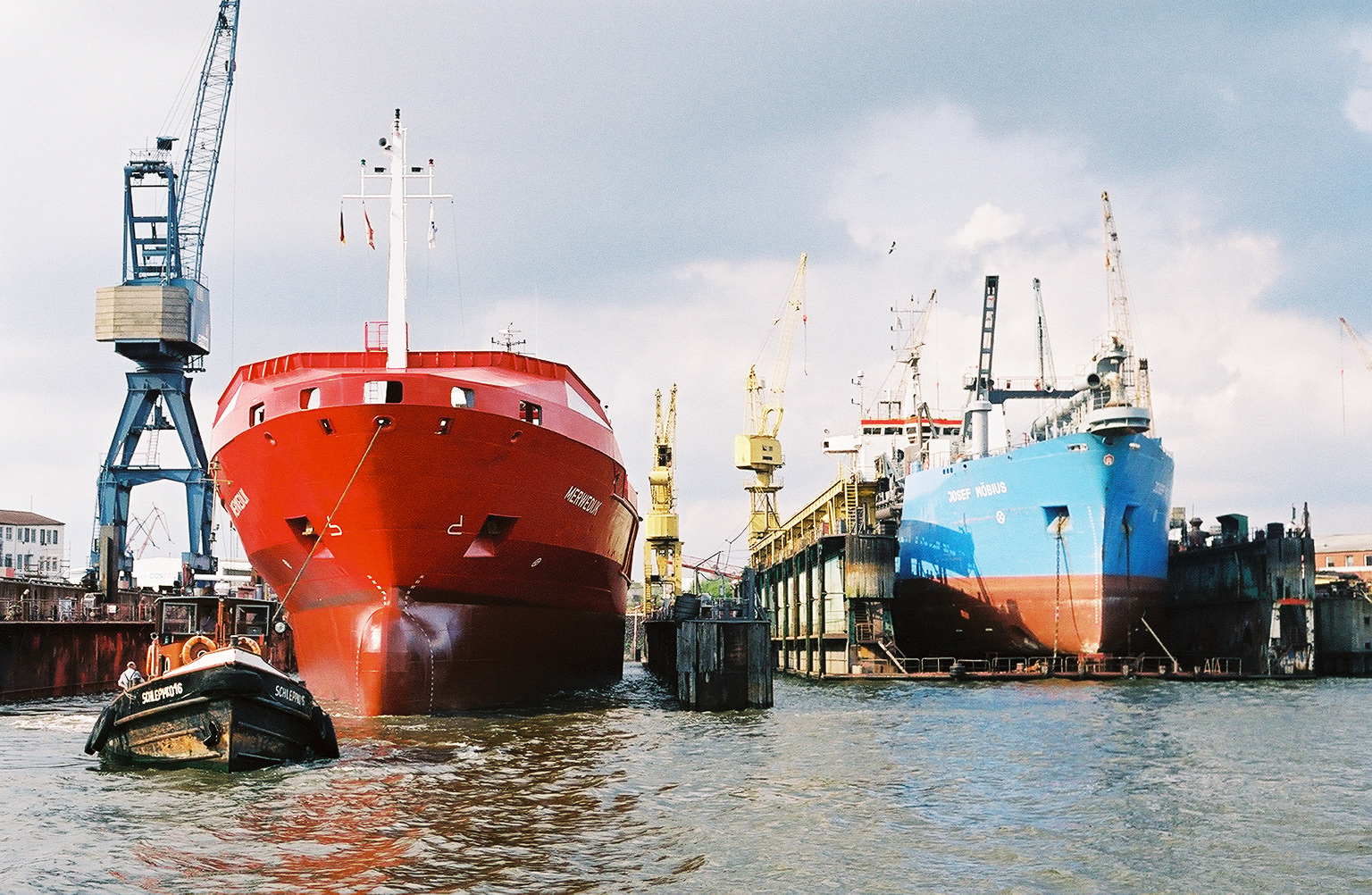
Hamburg Harbour

Viktiga floder för båttrafiken är Rhen och Elbe. En annan viktig vattenled är Kielkanalen, vilken förbinder Nordsjön med Östersjön. Den förkortar färdvägen med 280 sjömil jämfört med att runda Jylland.
Hamnar av betydelse finns i: Berlin, Bonn, Brake, Bremen, Bremerhaven, Köln, Dortmund, Dresden, Duisburg, Emden, Hamburg, Karlsruhe, Kiel, Lübeck, Magdeburg, Mannheim, Oldenburg, Rostock och Stuttgart.
Hamnen i Hamburg är den näst största i Europa och den sjunde största i världen år 2004.

## Flygtrafik

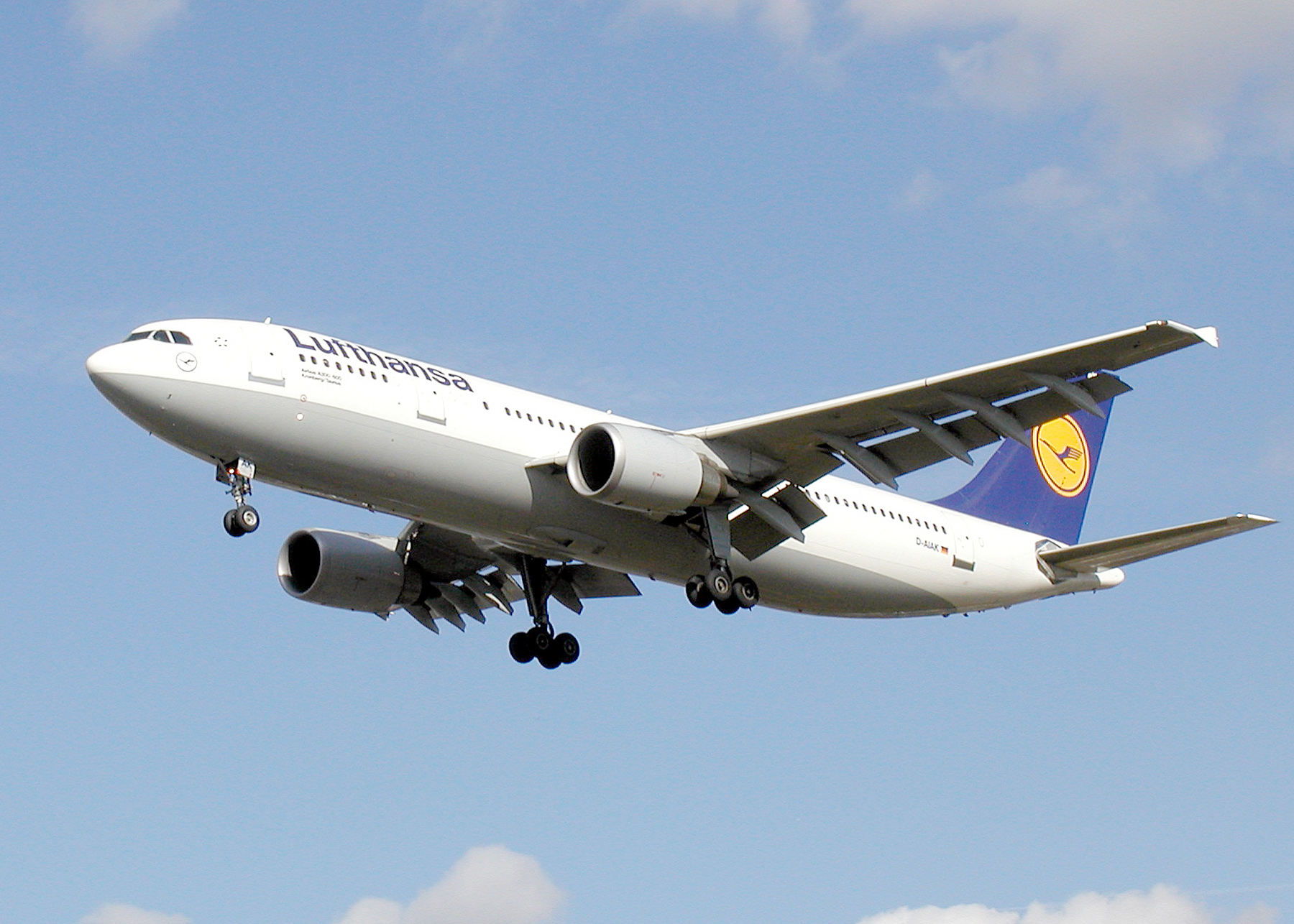
En Airbus A300

Den största flygplatsen i Tyskland är Frankfurt Mains flygplats. Från flygplatsen avgår det plan till 304 destinationer i 110 länder. Flygplatsen är en av de större transporthubbarna i Europa och räknas som en av världens 10 största flygplatser. Andra större flygplatser i Tyskland är Münchens flygplats, Düsseldorfs flygplats, Berlin-Tegels flygplats, Hamburgs flygplats, Köln-Bonns flygplats och Leipzig-Halles flygplats.
Det viktigaste flygbolaget är Lufthansa. Andra flygbolag är Germanwings och TUIfly.